# Sennevières
Sennevières település Franciaországban, Indre-et-Loire megyében. Lakosainak száma 217 fő (2022. január 1.). Sennevières Chemillé-sur-Indrois, Ferrière-sur-Beaulieu, Genillé, Loché-sur-Indrois, Perrusson, Saint-Hippolyte és Saint-Jean-Saint-Germain községekkel határos.

## Népesség
A település népessége az elmúlt években az alábbi módon változott:
| Lakosok száma | 258  | 210  | 225  | 227  | 221  | 213  | 209  | 207  | 207  | 217  |
|               | 1968 | 1982 | 1990 | 2006 | 2013 | 2015 | 2017 | 2019 | 2020 | 2022 |